# Діно Арсланагич
Діно Арсланагич (фр. Dino Arslanagić, нар. 24 квітня 1993, Нівель) — бельгійський футболіст боснійського походження, захисник турецького «Гезтепе».
Виступав, зокрема, за клуби «Стандард» (Льєж) та «Антверпен», вигравши у складі першого Кубок Бельгії, а також молодіжну збірну Бельгії.

## Клубна кар'єра
Народився 24 квітня 1993 року в місті Нівель. Вихованець юнацької команди клубу «Мускрон». У 2009 році клуб через фінансові проблеми був розпущений і Діно відправився до Франції, де виступав за молодіжну команду «Лілля», а також зіграв одну гру за резервну команду.
У 2011 році Арсланагич повернувся до Бельгії і 20 червня підписав свій перший професіональний контракт на два сезони з клубом «Стандард» (Льєж) і почав виступи за команду резервістів. За першу команду дебютував лише 29 листопада 2012 року під час гостьового матчу 1/8 фіналу Кубка Бельгії проти «Генка», а вже 2 грудня в матчі проти «Васланд-Беверен» він дебютував в Жюпіле лізі. 19 травня 2013 року в поєдинку проти «Локерена» Арсланагич забив свій перший гол за «Стандард». У 2014 році Діно допоміг клубу «Стандарду» стати віце-чемпіоном країни, а наступного року виграти Кубок Бельгії. Загалом відіграв за команду з Льєжа шість сезонів своєї ігрової кар'єри, зігравши за цей час 102 матчі в усіх турнірах і забивши 3 голи.
На початку 2017 року Діно перейшов до клубу «Мускрон-Перювельз» і 21 січня в матчі проти «Локерена» він дебютував за нову команду. У цьому ж поєдинку Арсланагич забив свій перший гол за «Мускрон-Перювельз».
Влітку 2017 року Діно приєднався до «Антверпена». Сума трансферу склала 400 тис. євро. 28 липня в матчі проти «Андерлехта» він дебютував за новий клуб. 13 серпня в поєдинку проти «Генка» Арсланагич забив свій перший гол за «Антверпен». У складі цієї команди Діно провів три роки своєї кар'єри гравця. Більшість часу, проведеного у складі «Антверпена», був основним гравцем захисту команди.
26 червня 2020 року Арсланагич приєднався до «Гента», підписавши з клубом дворічний контракт. Протягом сезону відіграв за команду з Гента 16 матчів у національному чемпіонаті.
У липні 2021 року став гравцем турецького «Гезтепе».

## Виступи за збірні
2008 року Арсланагич зіграв два матчі у складі юнацької збірної Бельгії (U-15), після чого виступав за збірну до 16 (11 ігор) та до 17 років (8 ігор, 2 голи). 
У 2011 році Арсланагич у складі юнацької збірної Бельгії до 19 років взяв участь у юнацькому чемпіонаті Європи в Румунії. На турнірі він зіграв у одному матчі проти команди Іспанії, а збірна посіла останнє місце і не вийшла з групи. Загалом за команду U-19 взяв участь у 22 іграх, відзначившись 3 забитими голами.
Протягом 2012—2014 років залучався до складу молодіжної збірної Бельгії. На молодіжному рівні зіграв у 12 офіційних матчах.

## Титули і досягнення
- Володар Кубка Бельгії (1):

«Стандард» (Льєж): 2015–16